# Вендбах
Вендбах (нем. Wendbach) — река в Германии, протекает по земле Северный Рейн-Вестфалия. Длина реки — 7 км. Площадь бассейна реки составляет 8,352 км².